# داکوتا ریج (کلرادو)
داکوتا ریج (به انگلیسی: Dakota Ridge) یک منطقهٔ مسکونی در ایالات متحده آمریکا است که در کلرادو واقع شده‌است. داکوتا ریج ۲۴٫۸ کیلومتر مربع مساحت و ۳۲٬۰۰۵ نفر جمعیت دارد و ۱٬۷۶۱٫۷۷ متر بالاتر از سطح دریا واقع شده‌است.